# Zhang Shuai (piłkarz)
Zhang Shuai (chiń.: 张帥; ur. 20 lipca 1981 w Qingdao) – chiński piłkarz występujący na pozycji obrońcy.

## Kariera piłkarska

### Klubowa
Zhang Shuai przez całą karierę grał w drużynie Beijing Guo’an. W sumie rozegrał 144 mecze w Chinese Super League, w których zdobył 3 bramki. W 2008 roku wycofał się z futbolu.

### Reprezentacyjna
Zhao Xuri w reprezentacji Chin zadebiutował w 2007 roku. W sumie, do 2008 roku rozegrał 14 spotkań w reprezentacji. Był również powołany na Puchar Azji 2007.

## Doping
22 grudnia 2003 roku Zhang Shuai został zawieszony na trzy miesiące, w związku z pozytywnym wynikiem testu na obecność zakazanej Efedryny w ciele.